# James Healer
James Healer is een Belgisch-Italiaanse stripreeks die begonnen is in februari 2002. Alle albums zijn geschreven door Yves Swolfs, getekend door Giulio De Vita en uitgegeven door Le Lombard.

## Albums
| Nummer | Titel                 |
| ------ | --------------------- |
| 1      | Camden Rock           |
| 2      | De nacht van de cobra |
| 3      | De heilige berg       |